# Friedhelm Meyer auf der Heide

Friedhelm Meyer auf der Heide

Friedhelm Meyer auf der Heide (* 20. September 1954 in Bielefeld) ist deutscher Informatiker und ehemaliger Inhaber des Lehrstuhls für Algorithmen und Komplexität am Heinz Nixdorf Institut der Universität Paderborn (1989–2023). Meyer auf der Heide war von 2007 bis 2023 Mitglied des Hochschulrates der Universität Paderborn. 1992 erhielt er zusammen mit Burkhard Monien den Gottfried-Wilhelm-Leibniz-Preis für Arbeiten im Bereich des parallelen und verteilten Rechnens. 2007 wurde er in die Deutsche Akademie der Naturforscher Leopoldina, 2013 in die Nordrhein-Westfälische Akademie der Wissenschaften und der Künste und 2017 in die Deutsche Akademie der Technikwissenschaften aufgenommen.

## Werdegang
Meyer auf der Heide hat 1981 an der Universität Bielefeld im Fach Mathematik promoviert. Von 1984 bis 1985 war er Gastforscher bei IBM Research in San José (Kalifornien). 1986 habilitierte er sich an der Johann Wolfgang Goethe-Universität Frankfurt im Fach Informatik. Im Anschluss arbeitete er bis 1989 als Professor für Theoretische Informatik in Dortmund. Von 1989 bis 2023 war er Professor am Heinz Nixdorf Institut der Universität Paderborn. Er leitete dort die Fachgruppe Algorithmen und Komplexität.

## Forschungsschwerpunkte
Die Schwerpunkte in der Forschungsarbeit von Meyer auf der Heide sind algorithmische und komplexitätstheoretische Fragestellungen zu:
- Parallelem Rechnen,
- Kommunikation und Datenverwaltung in Netzwerken,
- Dynamik in Netzwerken,
- Algorithmen der Computergrafik und
- Randomisierungsmethoden.

## Weitere Funktionen
Meyer auf der Heide war Vorsitzender des wissenschaftlichen Beirats des Leibniz-Zentrums für Informatik „Schloß Dagstuhl“ (2014–2021).
Von 2007 bis 2016 war er Leiter der Bundes-Jury Mathematik / Informatik des Bundeswettbewerbs Jugend forscht.
In der Universität Paderborn ist er in den Vorständen des Heinz Nixdorf Institut und des Paderborn Institute for Data Science and Scientific Computing (DaSCo) tätig. Von 1995 bis 2006 bzw. von 2011 bis 2023 war er Sprecher der Sonderforschungsbereiche 376 „Massive Parallelität“ bzw. 901 „On-the-fly Computing“.